# Jan van Hemessen

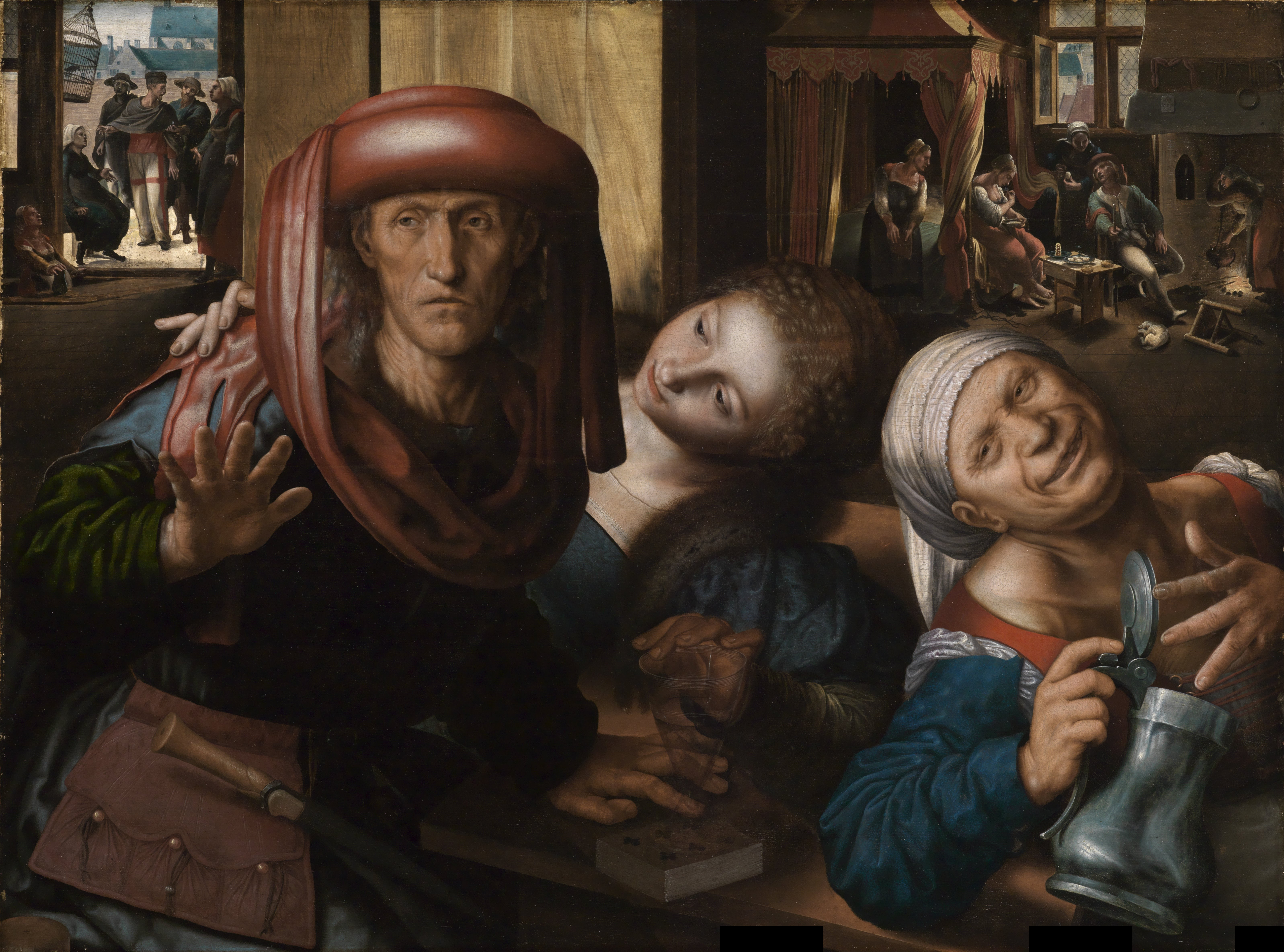
Lockere Gesellschaft (um 1545)

Jan van Hemessen (eigentlich Jan Sanders; * 1500 in Hemiksem bei Antwerpen; † vor 1566) war ein flämischer Maler.

## Leben
Hemessen wurde 1519 Schüler von Hendrik van Cleve und war um 1524 Meister. Vor dem Jahr 1535 heiratete er Barbara de Fevere, die Tochter eines wohlhabenden Antwerpener Händlers. Am 8. Januar 1539 kaufte er ein Haus. 1544 musste er mit drei weiteren Antwerpener Künstlern die Stadt verlassen, weil sie verdächtigt wurden, zur religiösen Gruppe der Loïsten zu gehören. Im Jahre 1548 war er Dekan der Lukasgilde zu Antwerpen. Obwohl der frühe Biograf Karel van Mander schrieb, dass van Hemessen in Haarlem starb, gibt es keinen Beweis für diese Aussage.
Jan van Hemessen war der Vater von Catarina van Hemessen.

## Werk

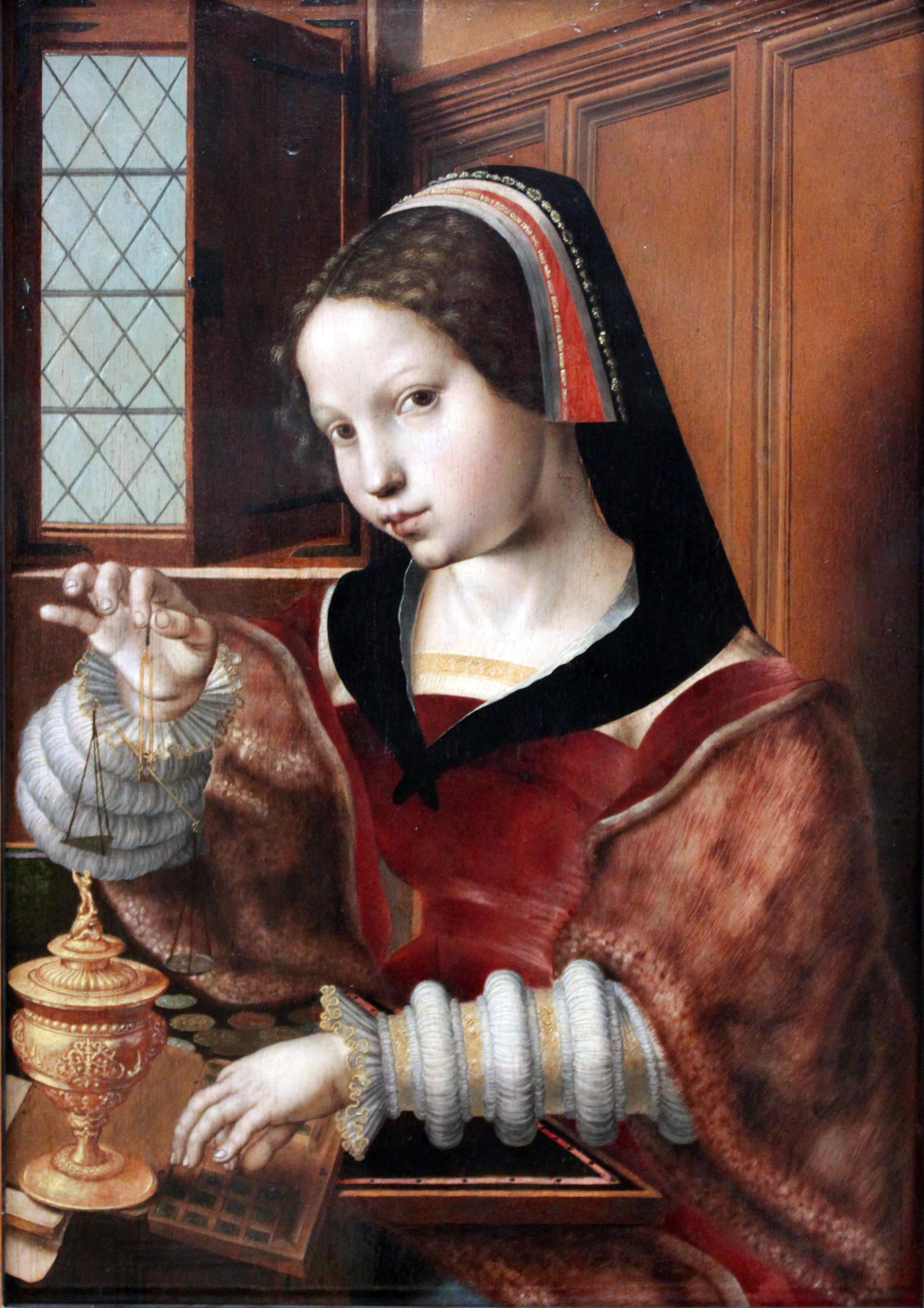
Die Goldwägerin (um 1530)

Auch wenn Hemessen zu den weniger bekannten niederländischen Malern des 16. Jahrhunderts gehört, spielt er eine wichtige Rolle in der Antwerpener Malerei nach dem Tod von Quentin Massys. Zeitweise wurden Werke des sogenannten Braunschweiger Monogrammisten Hemessen zugeschrieben.
Zu Hemessens Werken zählen:
- Die Goldwägerin (ca. 1528–29, Berlin, Gemäldegalerie, Nr. 656A)
- Der verlorene Sohn (1536, Brüssel, Königliche Museen der Schönen Künste, Nr. 217)
- Die Berufung des Matthäus (1536, München, Alte Pinakothek, Nr. 11)
- Triptychon des Jüngsten Gerichts (ca. 1536–37, Antwerpen, Kirche St. Jakob)
- Reisender in einem Bordell (ca. 1539, Karlsruhe, Staatliche Kunsthalle, Nr. 152)
- Die Berufung des Matthäus (ca. 1539–40, Wien, Kunsthistorisches Museum, Nr. 985)
- Die Verspottung Christi (1544, München, Alte Pinakothek, Nr. 1408)
- Die Berufung des Matthäus (ca. 1548, Wien Kunsthistorisches Museum, Nr. 961)
- Judith mit dem Kopf des Holofernes (ca. 1549–50, Chicago, Art Institute, Nr. 56.1109)